# Ancylostoma duodenale
O Ancylostoma duodenale é uma espécie de nematódeo do gênero Ancylostoma que pode causar a ancilostomíase, uma doença que sem tratamento pode levar a morte. Muito comum no Velho Mundo.
Um fóssil desse animal de mais de 7 mil anos foi encontrado no Brasil, propondo que os primeiros povos brasileiros trouxeram esse parasita da Eurásia por meio da travessia do Oceano Pacífico.